# Scleria violacea
Scleria violacea är en halvgräsart som beskrevs av Pilg.. Scleria violacea ingår i släktet Scleria och familjen halvgräs. Inga underarter finns listade i Catalogue of Life.